# Гелена Унєжиська

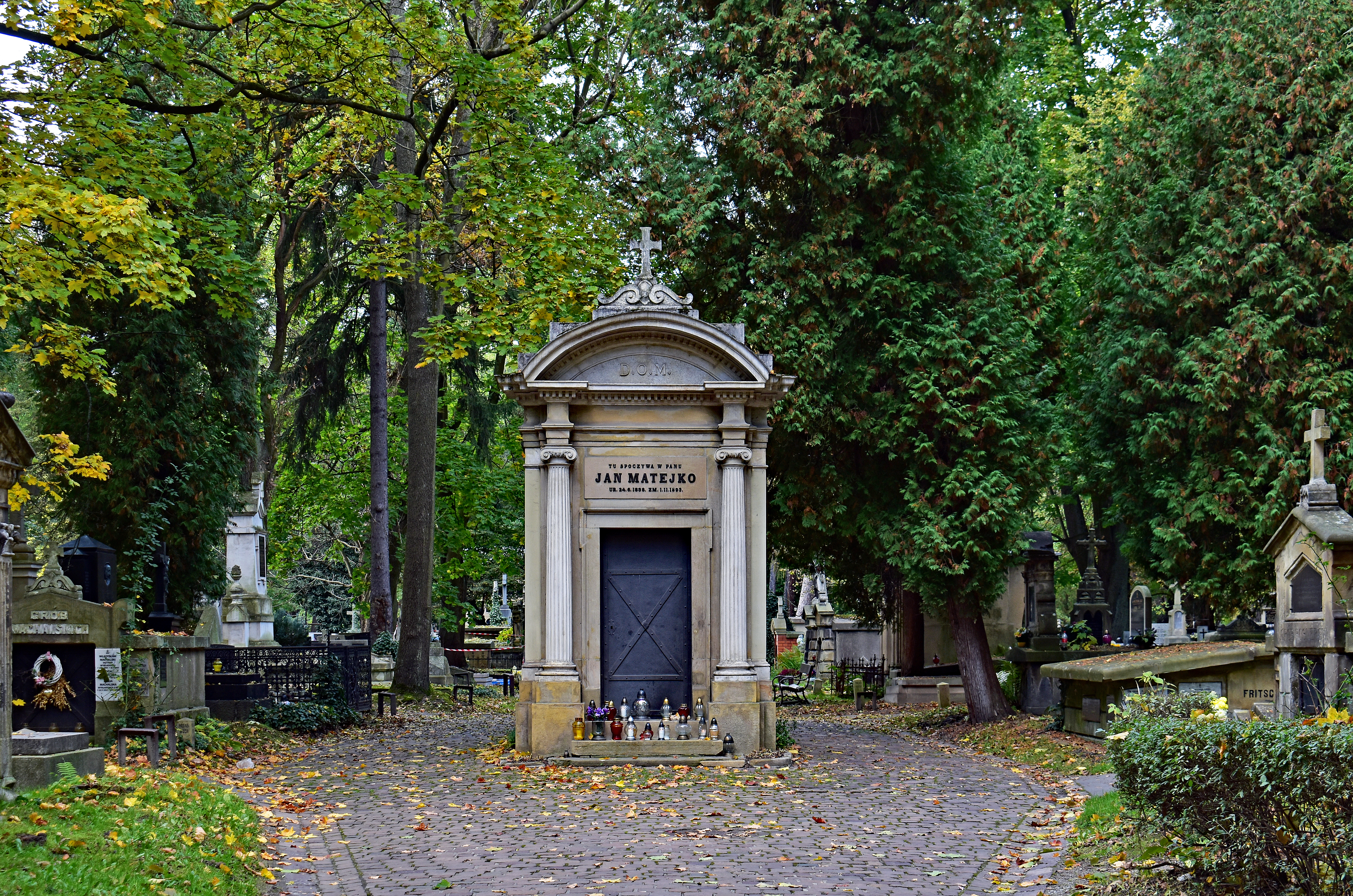
Могила Матейків на Раковицькому цвинтарі, де похована Гелена Унєжиська

Гелена Унєжиська, уроджена Матейко (нар. 6 квітня 1867, Краків, Польща — 11 жовтня 1932) — польська художниця і скульпторка, донька Яна Матейка.

## Біографія
Народилася 6 квітня 1867 року в Кракові в родині польського художника Яна Матейко та Корнелії Теодори, уродженки Гебултовської. У дитинстві Гелена була важко хвора і перебувала в батьківському домі в Кшеславіце і в Кракові.
Мала братів Єжи (1873—1927) і Тадеуша (1865—1911) та сестру Беату (1869—1926).
23 червня 1891 року в костелі капуцинів у Кракові вона вийшла заміж за художника Юзефа Унєжиського (1863—1948), учня Матейка та професора Школи красних мистецтв у Кракові.
Після весілля жила в палаці в Болені, отриманому від батька. Шлюб залишився бездітним, але Гелена усиновила кількох селянських дітей.
Була художником-любителем і скульптором. ЇЇ роботи були оцінені її батьком. Він закликав її продовжувати розвиватися в цьому напрямку. Формальної художньої освіти не отримала. У її альбомі зі шкільних років можна побачити правки, зроблені Матейко.
Вона часто супроводжувала батька на роботу. Збереглися свідчення художника та його секретаря Маріана Горжковського, які свідчать про те, що Гелена проводила багато часу в майстерні, занурена в те, що створював її батько. У дорослому віці вона багато разів позувала для картин свого батька: «Орлеанська діва», «Підвішування дзвона Сигізмунда».
Під час Першої світової війни опікувалася жертвами війни та надавала допомогу 2-му уланському полку, дислокованому в Болені, за що була нагороджена Президентом Республіки Польща Хрестом Незалежності.
Її поховали в склепі Матейків, на головній алеї Раковицького кладовища в Кракові.

## Галерея

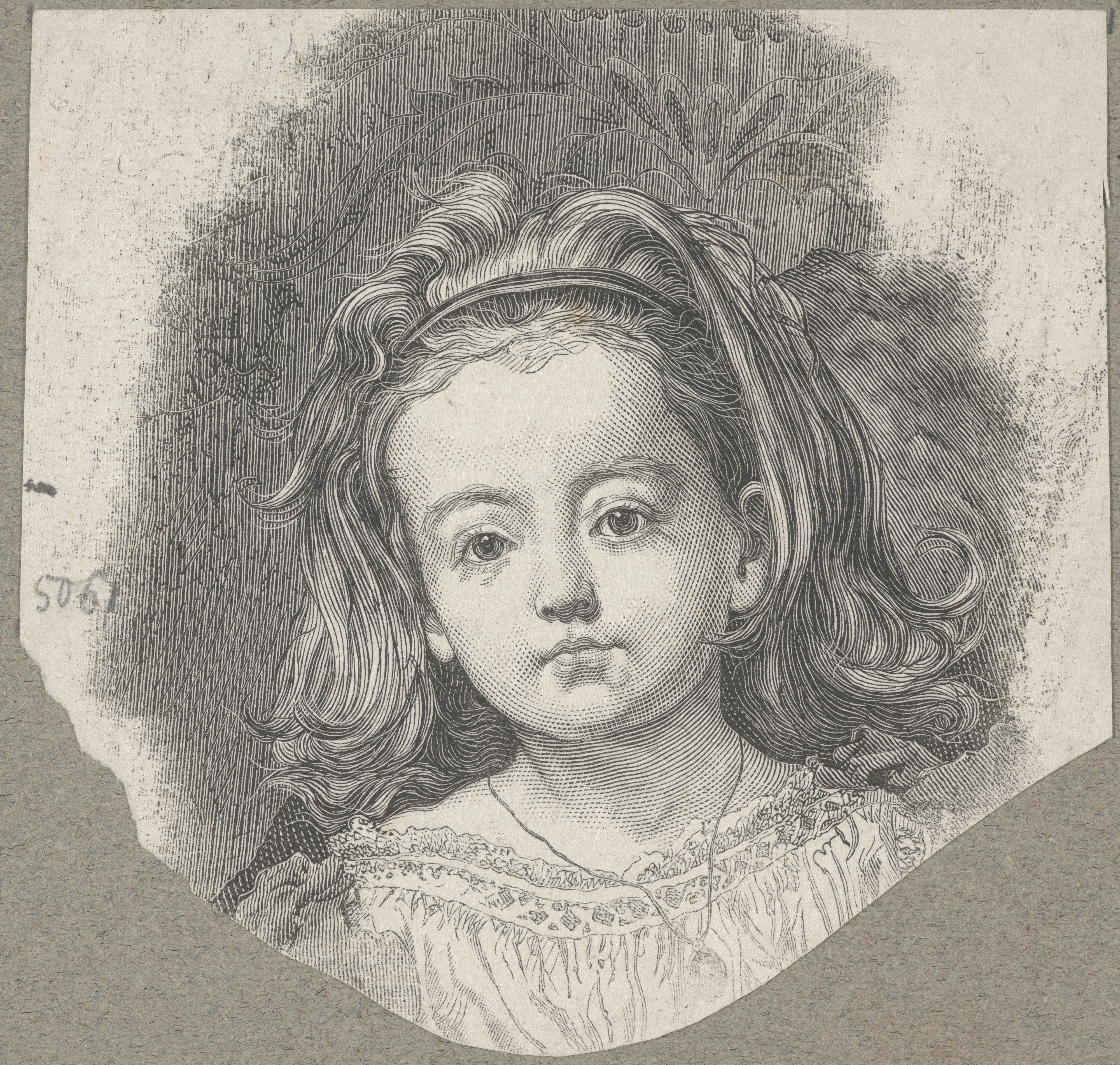
Ян Штифі, Гелена Матейко, деталь картини Яна Матейка, Портрет дітей художника Тадеуша, Гелени та Беати - зразок гравюри на дереві, 19 ст., Національний музей у Кракові
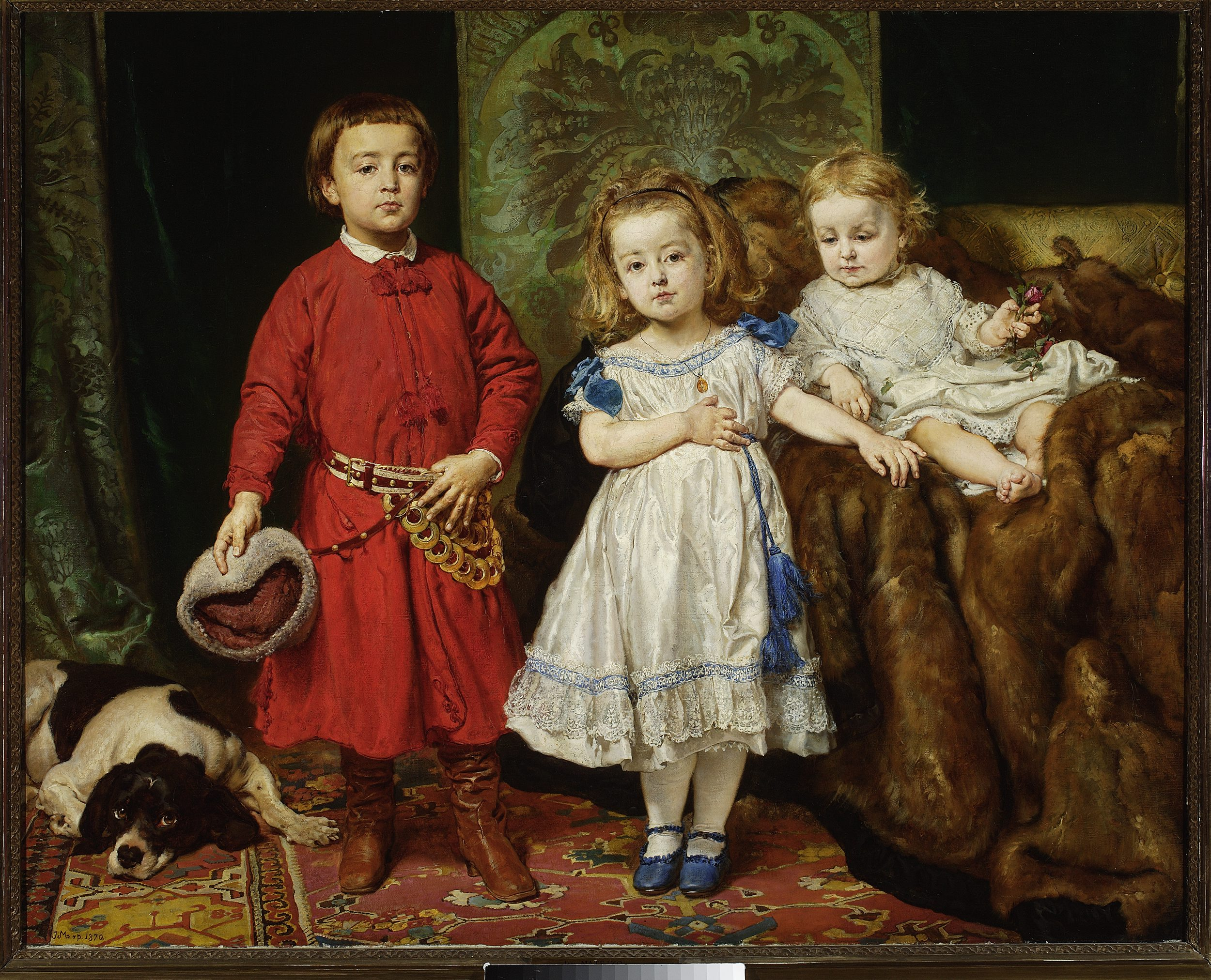
Ян Матейко, Портрет трьох дітей художника, 1870, Національний музей у Варшаві
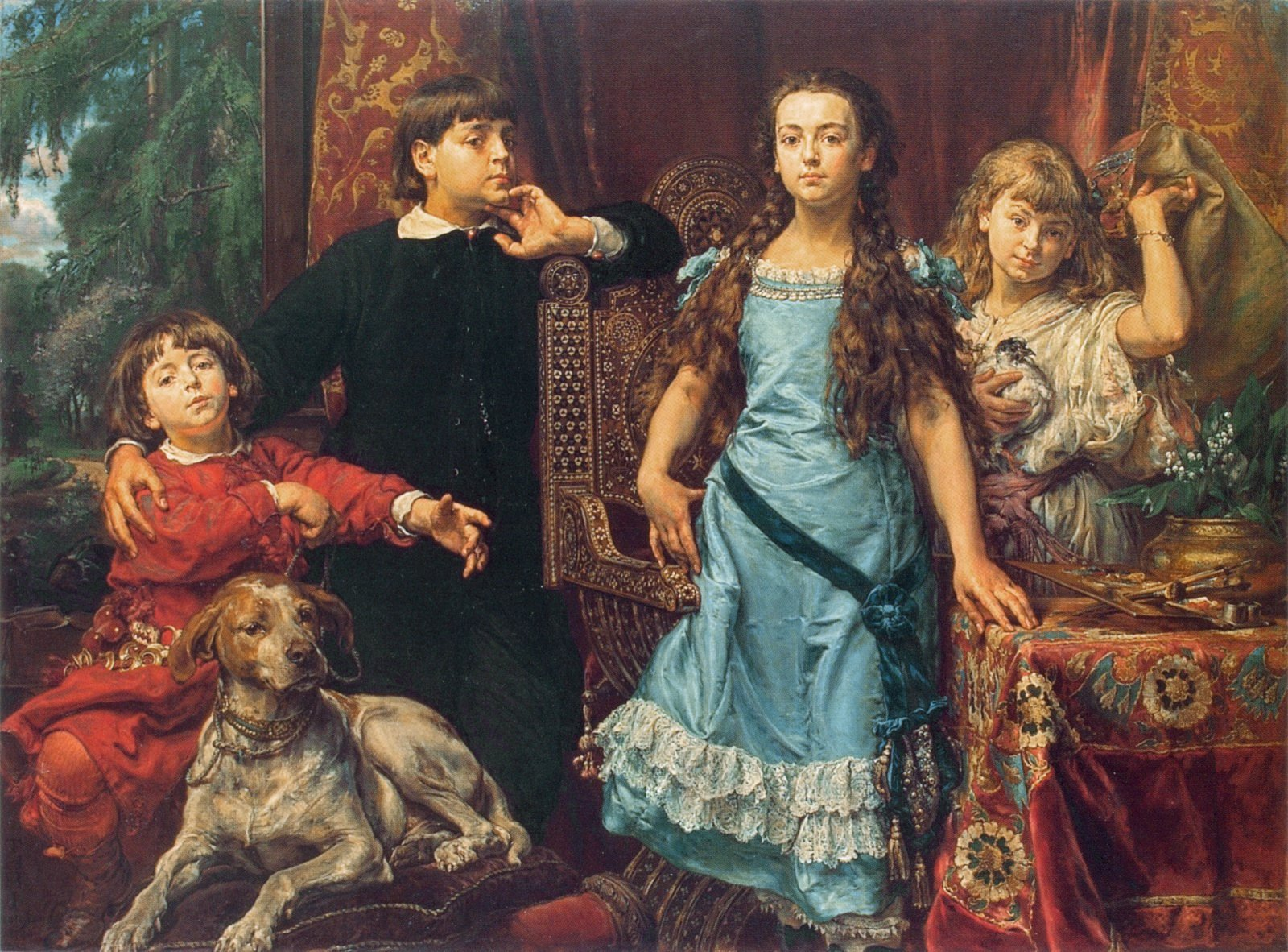
Ян Матейко, Портрет чотирьох дітей художника, 1879, Львівська галерея мистецтв Бориса Возницького
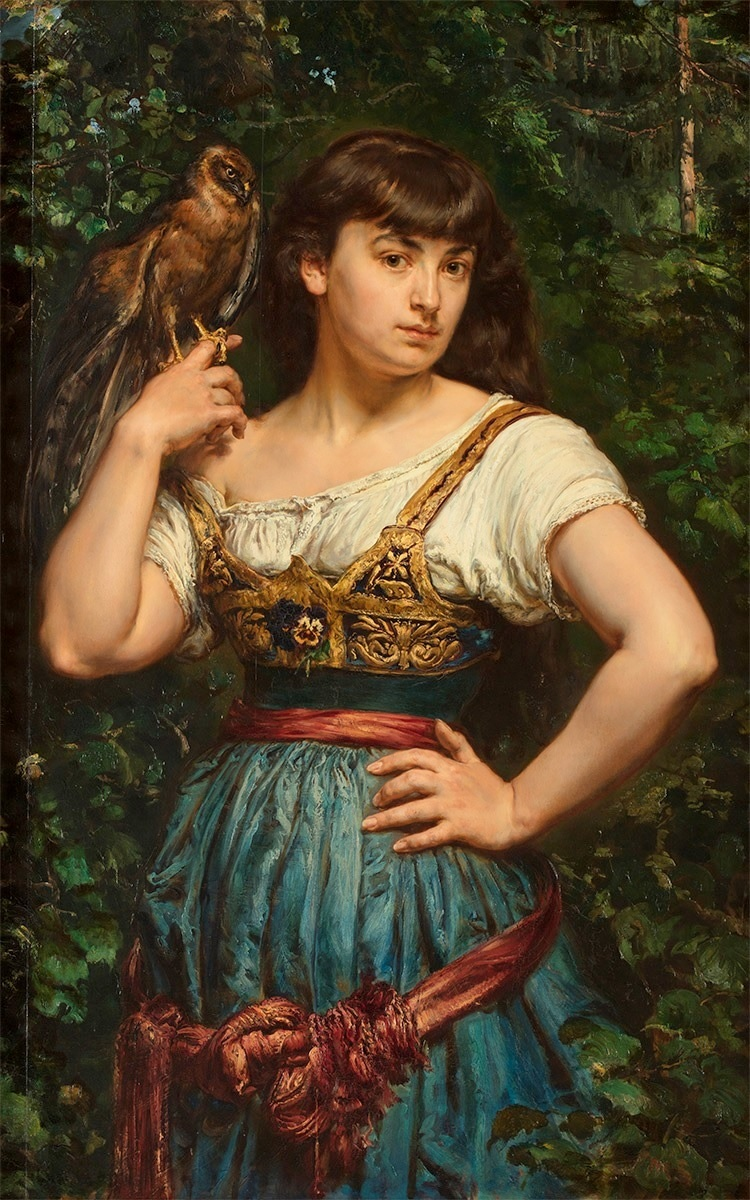
Ян Матейко, Гелена Матейко з яструбом-перепелятником, бл.1882-1883
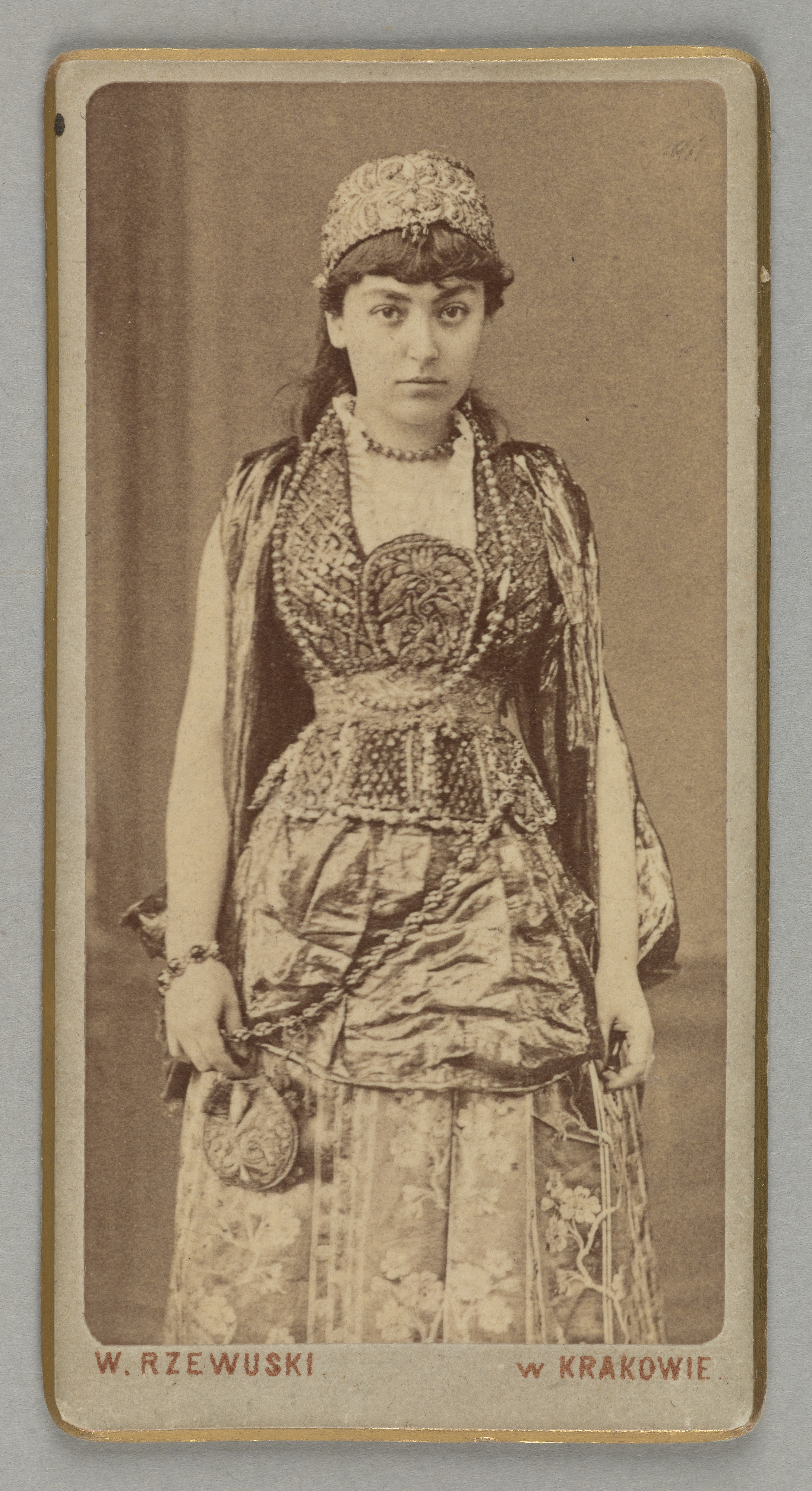
Валерій Жевуський, Гелена Матейко в історичному костюмі, бл. 1885–1887 рр., Національний музей у Кракові
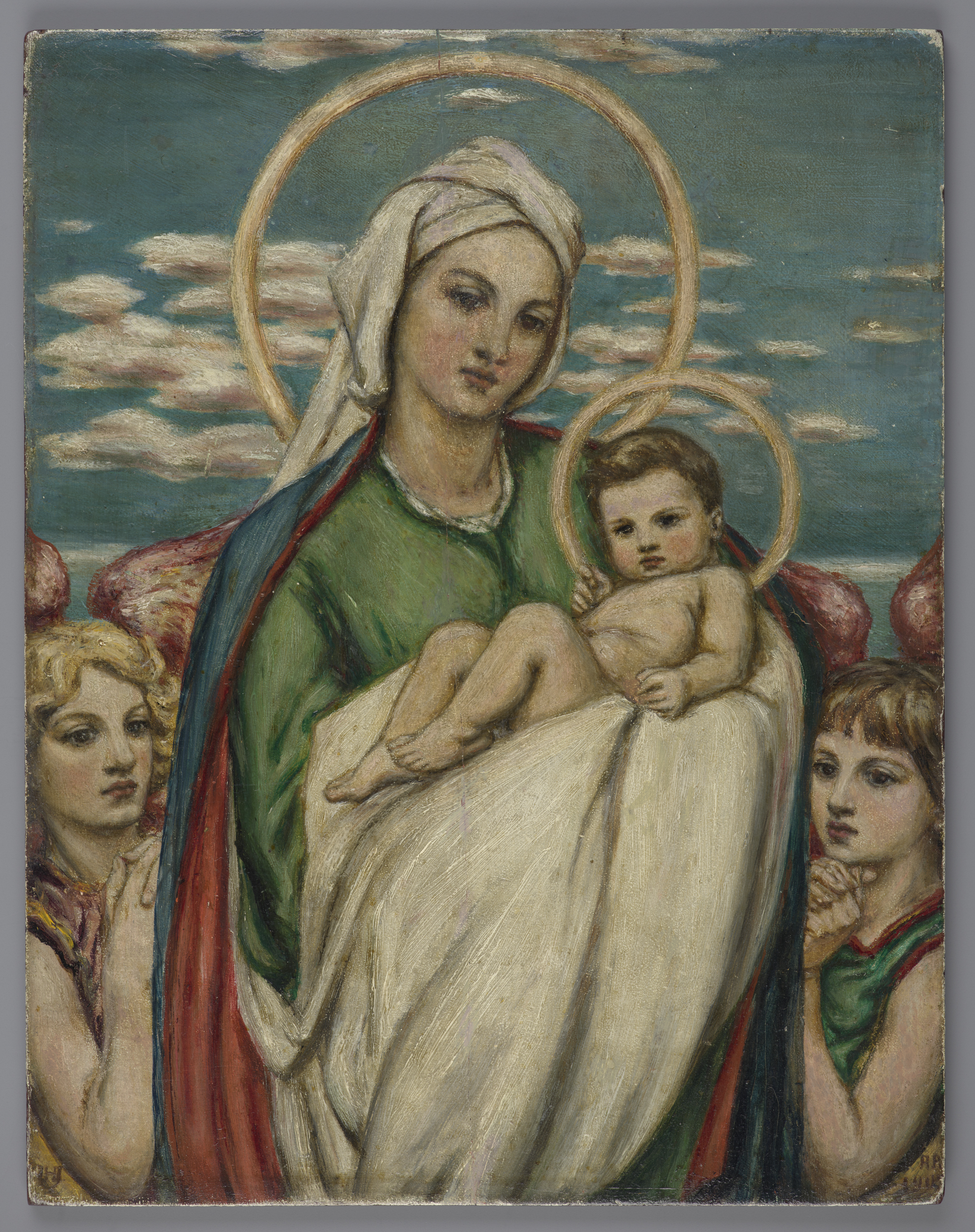
Гелена Унєжиська, Мадонна з немовлям серед ангелів, 1911, Національний музей у Кракові
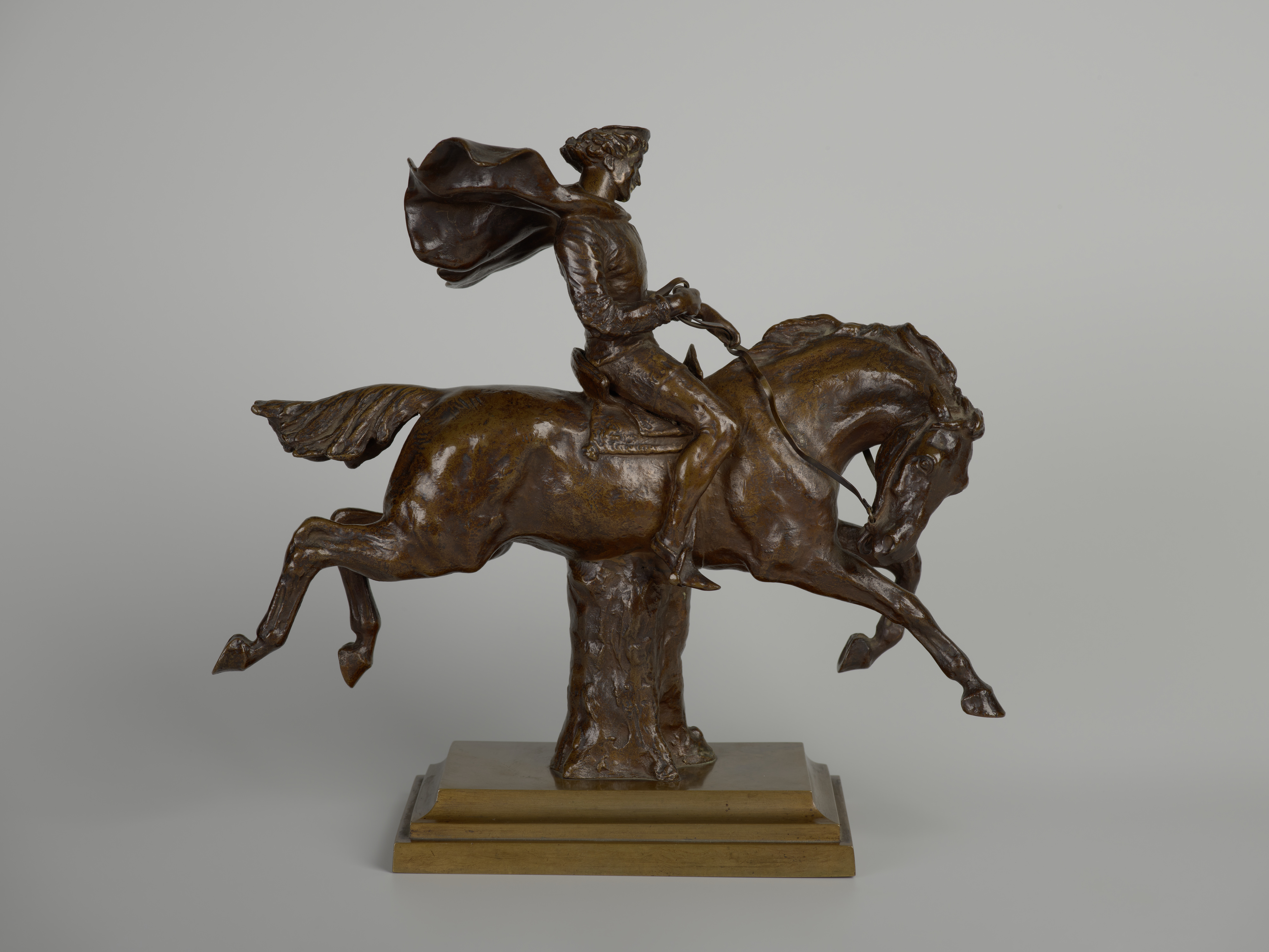
Гелена Унєжиська , Зброєносець на коні, 19 ст., Національний музей у Кракові